# Conde Hermanos

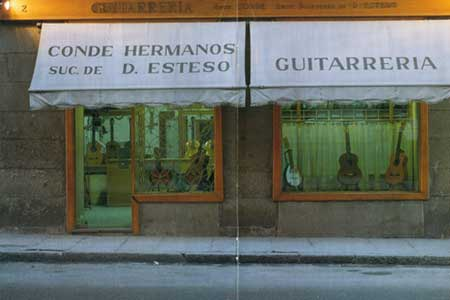
Magasin

Conde Hermanos (frères Conde) sont des luthiers espagnols connus du monde des guitares classiques et de flamenco. 
C'est Domingo Esteso qui fonde la maison-mère en 1915 à Madrid où il forme ses neveux Faustino, Mariano Conde Sr et Julio Conde. À la mort de Domingo Esteso en 1937, les trois frères continuent son œuvre sous le nom Viuda y Sobrinos de Esteso (veuve et neveux d'Esteso) jusqu'en 1960.
De 1960 à 1988-89, différentes enseignes se succèdent Sobrinos de Domingo Esteso Conde Hermanos (neveux d'Esteso, frères Conde) ou Conde Hermanos Sobrinos de Domingo Esteso (frères Conde, neveux d'Esteso). 
À la fois que Julio Conde a ouvert un nouvel atelier dans la rue Atocha 53.
C'est dans les années 1970 que Mariano et Faustino Conde commencent à fabriquer des guitares de flamenco en palissandre alors qu'avant elles se faisaient traditionnellement en bois de cyprès espagnol. Cette guitare sera utilisée par de nombreux guitaristes de flamenco comme Paco de Lucía ou Oscar Herrero, etc. mais aussi par d'autres guitaristes tels que Al Di Meola, Bob Dylan, etc.
Felipe et Mariano Conde (fils de Mariano Conde Sr.) ont repris l'enseigne et l'ont baptisée Conde Hermanos Sucesores Sobrinos de Esteso (frères Conde - neveux Succesors d'Esteso).